# هايدي (فلم 1937)
هايدي (بالإنجليزية: Heidi) هو فيلم أبيض وأسود درامي موسيقي أمريكي إنتاج عام 1937 أخرجه ألان دوان وكتبه جوليان جوزيفسون ووالتر فيريس ، واستند بشكل فضفاض إلى كتاب جوانا سبيري للأطفال عام 1880 الذي يحمل نفس الاسم. الفيلم من بطولة شيرلي تمبل في دور اليتيمة هايدي، الذي تم أخذه من جدها لتعيش كرفيق لكلارا ، الفتاة المدللة والمعوقة. لقد كان نجاحًا واستمتعت تيمبل بعامها الثالث على التوالي كأول قيلم في شباك التذاكر.

## أحداث الفليم
أديلهيد، الملقبة "هايدي"، يتيم سويسرية تبلغ من العمر ثماني سنوات، وهبتها خالتها ديتي لجدها الناسك الذي يعيش في الجبل أدولف . بينما يتصرف ببرود تجاهها في البداية ، فإن طبيعتها المبهجة تجعله دافئًا ، وتراه منفتحًا على البلدة المجاورة.
بعد ذلك ، سُرقت هايدي من قبل خالتها، لتعيش في أسرة سيسمان الغنية في فرانكفورت أم ماين كرفيقة لكلارا، وهي فتاة محمية ومعوقة على كرسي متحرك تتم مراقبتها باستمرار من قبل فرولين روتنماير الصارمة، يلتقي القس المحلي بالعمة وهايدي قبل مغادرتهما ويسمع أن هايدي يتم نقلها إلى فرانكورت ، لذلك ينقل المعلومات إلى جدها ، الذي يبدأ في البحث عنها. هايدي غير سعيدة لكنها تستغل الموقف ، وتشتاق دائمًا إلى جدها.
يقوم والد كلارا بزيارته في عيد الميلاد وعندما يظهر له كلارا أنها تستطيع المشي مرة أخرى ، يعرض على هايدي منزلًا ، لكنها تقول إنها لا تزال ترغب في العودة إلى منزل جدها. رفض لاحقًا إخبار كلارا بأن عمة هايدي أوضحت أن جد هايدي رجل وحشي وستكون أفضل حالًا معهم. روتنماير (التي تريد أن تبقي كلارا معتمدة عليها) تم طردها من قبل هير سيسمان عندما رأى أنها قاسية على هايدي وهي تحاول التخلص منها ببيعها للغجر ، لكن جد هايدي أوقفها. تكذب على الشرطة التي وصلت قائلة إنه سرق طفلها. تجري مطاردة لكن هايدي توضح أنه جدها وكان روتنماير يحاول بيعها للغجر. تخبر الشرطة أن هير سيسمان يمكنها التحقق من قصتها ويظهر المشهد التالي لم شمل هايدي وجدها على الجبل ، مع زيارة هير سيسمان وكلارا.

## طاقم التمثيل
- شيرلي تيمبل في دور هايدي، طفلة يتيمة تبلغ من العمر 8 سنوات متفائلة ومغامرة تعيش مع جدها المنعزل في كوخ في جبال الألب.
- جين هيرشولت في دور أدولف كرامر، جد هايدي الذي كان غاضبًا في البداية ولكنه أصبح يهتم بشدة بهايدي.
- مارسيا ماي جونز في دور كلارا سيسمان، فتاة ثرية ومعاقة وعرضة لنوبات الغضب. ومع ذلك، فهي تظهر اللطف تجاه هايدي.
- سيدني بلاكمير في دور السيد سيسمان، والد كلارا المنشغل الذي يحب ابنته، ولا يريد لها سوى السعادة.
- توماس بيك في دور شولتز، قس القرية الذي يحاول مناشدة أدولف بشأن مستقبل هايدي.
- آرثر تريشر في دور أندروز، كبير الخدم في عائلة سيسمان والذي يتعامل دائمًا بلطف مع هايدي.
- ماري ناش في دور سيدة روتنماير، الفتاة الصادقة من عائلة سيسمان، صرامتها تهدف إلى رفاهية كلارا.
- دلمار واتسون في دور بيتر، راعي ماعز أدولف وصديق جيد لهايدي.
- مسيحيون ماديون في دور ديتي، عمة هايدي المهتمة بمصالحها الذاتية والتي اعتنت بها لمدة ست سنوات قبل أن تدفعها إلى جدها.
- هيلين ويستلي في دور آنا العمياء، جدة بيتر.
- كريستيان روب في دور بيكر.
- فرانك رايشر في دور ملازم شرطة.

## روابط خارجية
- Heidi  في قاعدة بيانات الأفلام على الإنترنت (بالإنجليزية)
- Heidi على موقع أول موفي.
- هايدي (فلم 1937) في قاعدة بيانات تيرنر كلاسيك موفيز للأفلام.
- Heidi على فهرس معهد الفيلم الأمريكي